# Kørestolsbasketball
Kørestolsbasketball er en version af sportsgrenen basketball for personer i kørestol. De fleste deltagere er kørestolsbrugere med god armfunktion, men også handicapgrupper, som ikke bruger kørestol, kan deltage. I lande som Canada, Australien og England tillader man desuden også, at ikke-handicappede deltager.
Kørestolsbasketball blev udviklet som en sportsgren for amerikanske krigsveteraner fra 2. verdenskrig, og den første officielle match blev afviklet i 1946.
Sporten organiseres på verdensplan af International Wheelchair Basketball Federation, som afvikler både verdensmesterskaber og europamesterskaber. Kørestolsbasketball er en gren ved de Paralympiske Lege (også kendt som Handicap-OL).